# 蔡明忠
蔡明忠（1956年4月25日—）現任富邦集團董事長、台灣大哥大董事長、台灣固網董事長等。
2023年4/5月，《富比世》公布的2023年台灣50大富豪，蔡明忠與蔡明興兄弟二人合計淨資產達88億美元，排名第1登首富。

## 生平
蔡明忠出生於臺北市，其父為富邦集團創始人蔡萬才，有一名弟弟蔡明興。畢業於建國中學，1974年考入東海大學企業管理學系，次年轉學至國立臺灣大學，1978年取得國立臺灣大學法律學系學士學位，1979年取得美國喬治城大學法學碩士。1981年返國加入國泰產物保險（後更名為富邦產險），擔任海上保險業務部代經理，其後於富邦集團內多家公司歷練。
蔡明忠於1999年接任富邦集團副總裁，富邦金控成立後於2001年接任副董事長兼執行長，並在2014年其父蔡萬才過世後出任富邦金控的董事長。
2018年在金管會要求政經分離的政策背景下，轉為專任台灣大哥大董事長，原本擔任台灣大哥大董事長的蔡明興則接任富邦金控董事長，兄弟事業版圖互換，蔡明忠並首次以「集團董事長」身分接掌富邦集團。
2020年，以台灣大哥大董事長的身分獲得《哈佛商業評論》全球繁體中文版「2020台灣CEO 100強」的榮耀。
2023年，擔任「東海大學永續發展委員會」委員，並獲頒東海大學名譽管理博士學位，為東海大學第8位名譽博士，並擔任東海大學EMBA講座教授。又在隔年獲得國立台灣大學法學院法學名譽博士。2025年，獲美國喬治城大學（Georgetown University）頒發名譽法學博士學位。

## 個人生活
蔡明忠之妻為陳藹玲；陳藹玲原為台視新聞主播，婚後專注於家庭。兩人育有四名子女，包括長女蔡承穎、長子蔡承道、次女蔡承融、么子蔡承翰。